# Wayne Green
Wayne Green (3 de septiembre de 1922 - 13 de septiembre de 2013, Littleton, Nuevo Hampshire) fue un editor y escritor estadounidense, fundador de las revistas 73, 80 Micro, Byte, CD Review, Cold Fusion, Kilobaud Microcomputing, RUN y otras. Green también es un consultor internacional. En el inicio de la década de 1980, él colaboró en la creación de la primera revista brasileña de microinformática, Micro Sistemas.
En sus últimos años, ha vivido en una hacienda en Hancock, New Hampshire.